# Государственная служба охраны при МВД Украины
Государственная служба охраны при МВД Украины (укр. Державна служба охорони) — структурное подразделение МВД Украины, предоставляющее услуги по охране объектов всех форм собственности, а также квартир и других мест хранения личного имущества граждан.

## История
29 октября 1952 года постановлением Совета Министров СССР № 4633-1835 «Об использовании в промышленности, строительстве и других отраслях народного хозяйства работников, высвобождающихся из охраны, и мерах по улучшению дела организации охраны хозяйственных объектов министерств и ведомств» создана вневедомственная наружная сторожевая охрана (ВНСО) при органах Министерства внутренних дел. В подчинение органов внутренних дел были переданы сторожевые бригады, охранявшие торговые и хозяйственные объекты различного ведомственного подчинения.
В конце 1958 года общая численность подразделений вневедомственной охраны МВД УССР составляла 17,7 тыс. сотрудников, под охраной ОВО находилось более 37 тысяч объектов.
Постановлением Совета Министров СССР от 2 января 1959 № 93-42 «Об упорядочении охраны предприятий, организаций и учреждений» создано два вида охраны:
- военизированная — для охраны особо важных и режимных объектов,
- сторожевая — для охраны всех других объектов.

В марте 1965 года постановлением СМ РСФСР № 305-15 вневедомственная наружная сторожевая охрана была переименована во вневедомственную охрану при органах внутренних дел.
В 1966 году было принято «Положение о вневедомственной охране при органах милиции Украинской ССР» (действовавшее до 1993 года).
В дальнейшем были осуществлены мероприятия по дальнейшему совершенствованию вневедомственной охраны путём расширения использования технических средств (охранной и пожарной сигнализации), замены сторожевой охраны на обходных постах работниками милиции, организации охраны объектов автомотопатрульными нарядами милиции, дальнейшего развития централизованной охраны.
В мае 1967 года в более чем 100 городах УССР сторожевые бригады были переформированы в сторожевые участки, в результате 2400 бригадиров и сторожей обходных постов сменили 1500 младших инспекторов милиции.
Также, в 1967 году были введены должности начальников пунктов централизованной охраны.
В декабре 1971 года 15 000 сторожей обходных постов были заменены на 6 тыс. сотрудников ночной милиции. В это время вневедомственная охрана МВД УССР насчитывала свыше 112 тысяч сотрудников, которые охраняли более 64 тысяч объектов с помощью 62 пунктов централизованной охраны и 164 пунктов централизованного наблюдения.
Были созданы мобильные подразделения вневедомственной охраны, способные решать сложные оперативные задачи по предупреждению краж и охране общественного порядка. В 1973 году произошло объединение госбюджетной и ночной милиции, образовано 102 дивизиона и 109 взводов.
Приказом МВД УССР № 297 от 30.09.1990 года Управление вневедомственной охраны при МВД УССР получило статус Главного управления.
10 августа 1993 года Постановлением Кабинета Министров Украины № 615 на базе подразделений вневедомственной охраны при органах внутренних дел создана Государственная служба охраны при МВД Украины, которая действует на основе самофинансирования.
К моменту упразднения, ГСО предоставляет полный комплекс охранных услуг. Под охраной ГСО было почти 100 тыс. объектов и более 100 тыс. квартир граждан. Под защитой Службы квартиры, офисы, магазины, крупные торговые центры, важные стратегические объекты, дачные дома и т.д.
7 ноября 2015 года на Украине вступил в силу закон «О Национальной полиции», в результате чего Государственная служба охраны была упразднена, а её функции были переданы только что сформированной Полиции охраны.

## Функции Государственной службы охраны
- Охрана квартир
- Техническая защита информации
- Услуги GPS
- Быстрое реагирование групп захвата
- Пультовая охрана
- Физическая охрана